# Upper Sandusky (Ohio)
Upper Sandusky es una ciudad ubicada en el condado de Wyandot en el estado estadounidense de Ohio. En el Censo de 2010 tenía una población de 6596 habitantes y una densidad poblacional de 354,01 personas por km².

## Geografía
Upper Sandusky se encuentra ubicada en las coordenadas 40°49′50″N 83°16′15″O / 40.83056, -83.27083. Según la Oficina del Censo de los Estados Unidos, Upper Sandusky tiene una superficie total de 18.63 km², de la cual 18.16 km² corresponden a tierra firme y (2.54%) 0.47 km² es agua.

## Demografía
Según el censo de 2010, había 6596 personas residiendo en Upper Sandusky. La densidad de población era de 354,01 hab./km². De los 6596 habitantes, Upper Sandusky estaba compuesto por el 94.95% blancos, el 0.3% eran afroamericanos, el 0.17% eran amerindios, el 0.76% eran asiáticos, el 0% eran isleños del Pacífico, el 2.58% eran de otras razas y el 1.24% pertenecían a dos o más razas. Del total de la población el 4.26% eran hispanos o latinos de cualquier raza.